# Dumitrești (okręg Jałomica)
Dumitrești – wieś w Rumunii, w okręgu Jałomica, w gminie Valea Ciorii. W 2011 roku liczyła 148 mieszkańców.